# Слабо ядрено взаимодействие
Слабото ядрено взаимодействие (понякога наричано само слабо взаимодействие) е едно от четирите фундаментални взаимодействия във физиката заедно с електромагнитното, силното ядрено взаимодействие и гравитацията.
То представлява механизъм на взаимодействие между съставните частици на атомите, който предизвиква радиоактивен разпад и по този начин играе централна роля в ядреното делене. Теорията на слабото взаимодействие понякога е наричана квантова флаводинамика (аналогично на квантовата хромодинамика при силното и квантовата електродинамика при електромагнитното взаимодействие), но това понятие се използва рядко, тъй като слабото взаимодействие се описва по-добре чрез теорията за електрослабото взаимодействие.
Слабото взаимодействие се проявява само на много малки, податомни разстояния, по-малки от диаметъра на един протон.

## Общи сведения
Стандартният модел във физиката на елементарните частици задава обща рамка за разбиране на електромагнитното, слабото и силното ядрено взаимодействие. Според нея взаимодействията възникват, когато две частици, обикновено, но не задължително фермиони с полуцял спин, обменят притежаващи целочислен спин и пренасящи силата бозони. Фермионите, участващи в такива обмени, могат да бъдат както елементарни (например, електрони или кварки), така и композитни (например, протони или неутрони), въпреки че на по-дълбоко ниво всички слаби взаимодействия се осъществяват между елементарни частици.
В случая със слабото ядрено взаимодействие фермионите могат да обменят три различни вида силови носители – W+, W- и Z бозони. Масата на всеки от тези бозони е много по-голяма от тази на протон или неутрон, което съответства на малкия обхват на слабото взаимодействие. То се нарича „слабо“, защото неговата интензивност на дадено разстояние обикновено е в няколко порядъка по-малка от тази на силното ядрено взаимодействие или на електромагнитните сили.
Кварките, които образуват съставните частици, като неутрони и протони, могат да бъдат шест вида – горен, долен, странен, чаровен, дънен и топ – които придават на тези съставни частици техните свойства. Уникална характеристика на слабото взаимодействие е, че то дава възможност на кварките да променят вида си. Тази промяна се извършва с помощта на носещите силата бозони. Например, при бета минус-разпада долен кварк в неутрона се променя в горен кварк, като по този начин неутронът се превръща в протон и се отделя един електрон и едно електронно антинеутрино. Освен това слабото взаимодействие е единственото фундаментално взаимодействие, което нарушава четността, както и единственото, което нарушава комбинираната четност.
Други важни примери за явления, свързани със слабото ядрено взаимодействие, са бета разпада и преобразуването на водород в деутерий, което захранва термоядрения процес на Слънцето. Повечето фермиони с времето се разпадат под действието на слабото взаимодействие. Този разпад прави възможно радиовъглеродното датиране, като въглерод-14 се разпада чрез слабото взаимодействие до азот-14. То може да предизвиква и радиолуминесценция, често използвана в тритиевото освтление и свързаната област на бетаволтаичните устройства.
В кварковата епоха на ранната Вселена електрослабите сили се разделят на електромагнитни и слаби ядрени сили.

## История на изследванията
През 1933 година италианският физик Енрико Ферми предлага първата теория за слабото ядрено взаимодействие, наричано в нея взаимодействие на Ферми. Тя разглежда бета разпада като взаимодействие между четири фермиона, включващо контактна сила с нулев обхват. По-късно теорията е модифицирана, като силата започва да бъде разглеждана като безконтактно поле с краен, макар и много малък, обхват. Заложеното в теорията съществуване на калибровъчни W и Z бозони е потвърдено емпирично през 1983 година.
Стандартният модел във физиката на елементарните частици описва електромагнитното взаимодействие и слабото взаимодействие като две различни проявления на единното електрослабо взаимодействие. Тази теория е разработена около 1968 година от Шелдън Глашоу, Абдус Салам и Стивън Уайнберг, които през 1979 година получават Нобелова награда за физика за своята работа. Механизмът на Хигс дава обяснение за наличието на три масивни калибровъчни бозона (W+, W- и Z, трите носителя на слабото взаимодействие) и на безмасовия фотон (γ, носителят на електромагнитното взаимодействие).
Според електрослабата теория, при много високи енергии вселената има четири компонента на полето на Хигс, чиито взаимодействия се реализират чрез четири безмасови бозона – всеки от тях подобен на фотона – формиращи комплексен скаларен дублет в полето на Хигс. При ниски енергии обаче тази калибровъчна симетрия е спонтанно нарушена до U(1) симетрията на електромагнетизма, тъй като едно от полетата на Хигс придобива вакуумна очаквана стойност. За такова нарушение на симетрията се очаква да създаде три безмасови голдстоунови бозона, но вместо това те се интегрират в другите три полета и придобиват маса чрез механизма на Хигс. Тези три бозонни интеграции създават W+, W- и Z бозоните на слабото ядрено взаимодействие. Четвъртият калибровъчен бозон е фотонът на електромагнетизма, който остава безмасов. Мартинус Велтман и Герардус 'т Хоофт са удостоени с Нобелова награда за физика за 1999 година за изясняване на квантовата структура на електрослабите взаимодействия.
Електрослабата теория прави редица предвиждания, включително за масата на W и Z бозоните още преди тяхното експериментално откриване. На 4 юли 2012 година два отделни екипа, работещи на Големия адронен ускорител, независимо един от друг обявяват, че са установили официално наличието на неизвестен дотогава бозон с маса 125 – 127 GeV/c2, чието поведение за момента съответства на поведението на бозон на Хигс. Към 14 март 2013 година с известни уговорки е потвърдено експерименталното наблюдение на бозон на Хигс.

## Свойства
Слабото взаимодействие е уникално в няколко отношения:
- Това е единственото взаимодействие в състояние да измени аромата на кварки (т.е. промяна на един вид кварк в друг).
- Това е единственото взаимодействие, което спонтанно нарушава симетрията на вакуумното състояние, така наречените P и CP симетрии.
- Пренася се от калибровъчни бозони със значителна маса, необичайна особеност, която е обяснена в стандартния модел чрез Хигс механизма.

Поради голямата си маса (около 90 GeV/c2) тези частици-преносители, наречени W и Z бозони, са краткотрайни: животът им е по-кратък от 10-24 секунди. Слабото взаимодействие има показател за взаимодействие между 10-7 и 10-6, значително по-малък от тези на силното взаимодействие (1) и на електромагнитното взаимодействия (около 1010−2), следователно слабото взаимодействие е слабо от гледна точка на интензивност. То има и много малък обхват (около 10−17 до 10−16 m). На разстояние около 10−18 метра слабото взаимодействие има сила, подобна на тази на електромагнитното, но с увеличаване на разстоянието силата му намалява експоненциално. На разстояние около 3×10−17 m слабото взаимодействие вече е 10 хиляди пъти по-слабо от електромагнитното.
В слабото взаимодействие участват всички фундаментални фермиони от стандартния модел (лептони и кварки), както и Хигс бозонът. Неутриното участва само в гравитационно и слабо ядрено взаимодействие, като тези частици са първоначалната причина за наименованието „слабо взаимодействие“. Слабото взаимодействие не създава свързани състояния и не е свързано с енергия на свързване, нещо, което е характерно за гравитацията в астрономически мащаби, за електромагнитната сила на атомно ниво и за силната ядрена сила в ядрата на атомите. В процеса на слабото взаимодействие лептоните, кварките и техните античастици си обменят енергия, маса, електрически заряд и квантови числа и се превръщат една в друга.
Най-забележителният ефект на слабото взаимодействие се дължи на уникалната му функция: да променя аромата на кварките. Един неутрон, например, е по-тежък от протона (неговият сестреинскинуклон), но не може да се разложи на един протон без да промени аромата на един от двата си долни кварка на горен. Нито силното взаимодействие, нито електромагнетизма позволяват такава промяна, така че това трябва да се извърши чрез слабото взаимодействие, без него качества като странност и очарование (свързани с кварките със същото име) също ще бъдат запазени във всички взаимодействия.
Всички мезони са нестабилни поради слабото взаимодействие. В процеса, познат като бета разпад, един долен кварк в неутрона може да се превърне в един горен кварк чрез излъчване на виртуална частица W- бозон, който се превръща след това в електрон и електронно антинеутрино. Друг пример е електронното захващане, обичаен вариант на радиоактивния разпад, при който протон и електрон в атома си взаимодействат и се преобразуват в неутрон (горен кварк се изменя в долен) и се излъчва електронно неутрино.
Поради големите маси на W бозоните, трансформациите на частици като промяната на аромата, които зависят от слабото взаимодействие, обикновено протичат много по-бавно от трансформациите, свързани със силното или електромагнитното взаимодействие. Например, един неутрален пион се разпада електромагнитно и има живот само около 10−16 секунди, докато зареден пион може да се разпадне само от слабо взаимодействие и живее около 10−8 секунди, сто милиона пъти по-дълго. Друг краен пример е разпадането чрез слабо взаимодействие на свободен неутрон, което продължава около 15 минути.

### Слаб изоспин и слаб хиперзаряд
| Поколение 1 | Поколение 1                | Поколение 1            | Поколение 2     | Поколение 2                   | Поколение 2            | Поколение 3  | Поколение 3                    | Поколение 3            |
| Фермион | Символ                     | Слаб изоспин           | Фермион         | Символ                        | Слаб изоспин           | Фермион      | Символ                         | Слаб изоспин           |
| --- | -------------------------- | ---------------------- | --------------- | ----------------------------- | ---------------------- | ------------ | ------------------------------ | ---------------------- |
| Електронно неутрино | {\displaystyle \nu _{e}\,} | {\displaystyle +1/2\,} | Мюонно неутрино | {\displaystyle \nu _{\mu }\,} | {\displaystyle +1/2\,} | Тау неутрино | {\displaystyle \nu _{\tau }\,} | {\displaystyle +1/2\,} |
| Електрон | {\displaystyle e^{-}\,}    | {\displaystyle -1/2\,} | Мюон            | {\displaystyle \mu ^{-}\,}    | {\displaystyle -1/2\,} | Таон         | {\displaystyle \tau ^{-}\,}    | {\displaystyle -1/2\,} |
| Горен кварк | {\displaystyle u\,}        | {\displaystyle +1/2\,} | Чаровен кварк   | {\displaystyle c\,}           | {\displaystyle +1/2\,} | Топ кварк    | {\displaystyle t\,}            | {\displaystyle +1/2\,} |
| Долен кварк | {\displaystyle d\,}        | {\displaystyle -1/2\,} | Странен кварк   | {\displaystyle s\,}           | {\displaystyle -1/2\,} | Дънен кварк  | {\displaystyle b\,}            | {\displaystyle -1/2\,} |
| Всички лявоспирални античастици и дясноспирални (обикновени) частици имат слаб изоспин 0. Дясноспиралните античастици имат противоположен изоспин. |                            |                        |                 |                               |                        |              |                                |                        |

Всички частици имат свойство, наричано слаб изоспин (означавано с T3), което служи като квантово число и определя поведението на частицата при слабото ядрено взаимодействие. Слабият изоспин играе същата рола в слабото взаимодействие, като електрическия заряд в електромагнетизма и цветния заряд в силното ядрено взаимодействие. Всички лявоспирални фермиони имат слаб изоспин от +1/2 или −1/2. Например, горният кварк има T3 от +1/2, а долният кварк – −1/2. Даден кварк никога не се разпада чрез слабото ядрено взаимодействие до кварк със същото T3: кварките с T3 +1/2 се превръщат само в кварки с T3 −1/2 и обратното.
При всяко отделно взаимодействие слабият изоспин се запазва – сборът от слабите изоспинове на влизащите във взаимодействието частици е равно на сбора от слабите изоспинове на излизащите от него частици. Например, лявоспиралният пион π+ със слаб изоспин +1 обикновено се разпада на мюонно неутрино νμ (+1/2) и дясноспирален антимюон μ+ (+1/2).
При разработването на електрослабата теория е въведено друго свойство – слаб хиперзаряд. То е производно на електрическия заряд и слабия изоспин на частицата и се дефинира като:
{\displaystyle \qquad Y_{W}=2(Q-T_{3})}
където YW е слабият хиперзаряд на даден вид частици, Q е техният електрически заряд (в единици за елементарен заряд) и T3 е слабият им изоспин. Докато някои частици имат нулев слаб изоспин, всички фермиони имат ненулев слаб хиперзаряд. Слабият хиперзаряд създава U(1) компонентата на електрослабата калибровъчна група.

## Видове взаимодействия
Има два отделни вида слабо ядрено взаимдействие, наричани възли. Първият вид се нарича зареденотоково взаимодействие, тъй като се извършва чрез частици с електрически заряд – W+ и W- бозони, и е отговорен за явлението бета-разпад. Вторият вид се нарича неутралнотоково взаимодействие, тъй като се извършва чрез неутрална частица – Z бозон.

### Зареденотоково взаимодействие
При единия вид зареденотоково взаимодействие зареден лептон (като електрон или мюон със заряд -1) може да погълне W+ бозон (частица със заряд +1) и така да се превърне в съответното неутрино (със заряд 0), като видът („ароматът“) на неутриното (електронно, мюонно или тау) е същото като вида на лептона, например:
{\displaystyle \mu ^{-}+W^{+}\to \nu _{\mu }}
По подобен начин долен кварк (d със заряд -1/3) може да се превърне в горен кварк (u със заряд +2/3), излъчвайки W- бозон или поглъщайки W+ бозон. По-точно долният кварк става квантова суперпозиция на горните кварки – той има възможност да се превърне във всеки от трите горни кварка с вероятностите, зададени от матрицата на Кабибо-Кобаяши-Маскава. И обратно, даден горен кварк може да излъчи W+ бозон или да погълне W- бозон и така да се превърне в долен кварк, например:
{\displaystyle {\begin{aligned}d&\to u+W^{-}\\d+W^{+}&\to u\\c&\to s+W^{+}\\c+W^{-}&\to s\end{aligned}}}
W бозоните са нестабилни, така че се разпадат бързо и имат много кратък живот. Например:
{\displaystyle {\begin{aligned}W^{-}&\to e^{-}+{\bar {\nu }}_{e}~\\W^{+}&\to e^{+}+\nu _{e}~\end{aligned}}}
Разпадът на W бозона до други частици може да протече с променливи вероятности.
При така наречения бета разпад на неутрон, един долен кварк в неутрона излъчва виртуален W- бозон и така се превръща в горен кварк, преобразувайки неутрона в протон. Заради свързаната с този процес енергия (разликата в масите на долния и горния кварк), W- бозонът може да се преобразува само в електрон и електронно антинеутрино. На нивото на кварките процесът може да бъде представен така:
{\displaystyle d\to u+e^{-}+{\bar {\nu }}_{e}~}

### Неутралнотоково взаимодействие
При взаимодействието с неутрален ток даден кварк или лептон (например, електрон или мюон) излъчва или поглъща един неутрален Z бозон. Например:
{\displaystyle e^{-}\to e^{-}+Z^{0}}
Подобно на W бозона, Z бозонът също се разпада бързо, например:
{\displaystyle Z^{0}\to b+{\bar {b}}}

## Нарушаване на симетрията
За законите на природата дълго се смята, че остават еднакви при огледално отражение. Очаква се резултатите от даден експеримент, видени в огледало, да са идентични с резултатите от огледално копие на експерименталната постановка. Този закон за запазване на четността е в сила при класическата гравитация, електромагнетизъм и силно ядрено взаимодействие и затова се очаква да е универсален закон. В действителност обаче още в средата на 50-те години на XX век Джъннин Ян и Джъндао Ли допускат, че слабото ядрено взаимодействие може да нарушава този закон. През 1957 година екипът на Цзин Сян Ву доказва това експериментално и през същата година Ян и Ли получават Нобелова награда за физика.
Макар слабото ядрено взаимодействие да е описано по-рано от теорията на Ферми, откриването на нарушаването на симетрията и теорията за ренормализацията показват, че е необходим нов подход към него. През 1957 година Робърт Маршак и Джордж Сударшан, а малко по-късно и Ричард Файнман и Мъри Гел-Ман, предлагат представянето на слабото ядрено взаимодействие като V−A (вектор минус аксиален вектор) оператор на Лагранж. Според тази теория слабите ядрени сили действат само на лявоспирални частици (и дясноспирални античастици). Това обяснява нарушаването на симетрията, тъй като огледалното изображение на лявоспирална частица е дясноспирална. Тази теория е разработена преди откриването на Z бозона, поради което не взима под внимание дясноспиралните полета, участващи в неутралнотоковите взаимодействия.
V−A теорията все пак предполага запазването на CP-симетрията, съчетаваща четността P (замяната на ляво с дясно и обратно) със спрегнатостта на зарядите C (замяната на частици с античастици и обратно). Физиците отново са изненадани през 1964 година, когато Джеймс Кронин и Вал Фич дават ясни доказателства с каонния разпад, че CP-симетрията също се нарушава, за което получават Нобелова награда през 1980 година. През 1973 година Макото Кобаяши и Тошихиде Маскава показват, че нарушаването на CP-симетрията при слабото ядрено взаимодействие изисква повече от две поколения частици, с което на практика предвиждат съществуването на тогава още неизвестното трето поколение. Това откритие им донася половината от Нобеловата награда за физика за 2008 година.
За разлика от нарушаването на четността, нарушаването на CP-симетрията се наблюдава само в малък брой случаи, но е смятана от мнозина за причина за наблюдаваната разлика между количеството материя и антиматерия във Вселената, като по този начин е едно от трите условия на Андрей Сахаров за бариогенезата.